# Operacja Szemu’el
Operacja Szemu’el (hebr. מבצע שמואל, Miwca Szemu’el, pol. operacja Samuel) – żydowska operacja wojskowa przeprowadzona podczas wojny domowej w Mandacie Palestyny w dniu 4 marca 1948 roku przez organizację paramilitarną Hagana przeciwko siłom arabskim blokującym linię komunikacyjną pomiędzy Jerozolimą a równiną nadmorską. Celem było zakłócenie arabskiej komunikacji między Ramallah a Latrun. Operacja zakończyła się niepowodzeniem sił żydowskich.

## Tło wydarzeń
W poszukiwaniu narastającego konfliktu izraelsko-arabskiego, w dniu 29 listopada 1947 roku została przyjęta Rezolucja Zgromadzenia Ogólnego ONZ nr 181 w sprawie podziału Palestyny na dwa państwa: arabskie i żydowskie, oraz mała międzynarodowa strefa obejmująca Jerozolimę i Betlejem. Strefa międzynarodowa miała pozostawać poza granicami obu państw i być zarządzana przez Narody Zjednoczone, które stawały się gwarantem bezpieczeństwa wszystkich świętych miejsc chrześcijaństwa, islamu i judaizmu w obu miastach. Społeczność żydowska zaakceptowała rezolucję ONZ, jednak Arabowie ją odrzucili rozpoczynając następnego dnia wojnę domową w Mandacie Palestyny. Region Jerozolimy stanowił najsilniejszy punkt sporny. Obie strony uważały, że zwycięstwo w Jerozolimie będzie oznaczać zwycięstwo w całej wojnie. Egzystencja społeczności żydowskiej w Jerozolimie była uzależniona od płynności dostaw z nadmorskiej równiny Szaron i miasta Tel Awiw. Utrzymanie tej komunikacji było dla jerozolimskich Żydów sprawą życia i śmierci. Izraelski dziennikarz Amos Elon argumentował w tej sprawie: „Dla wszystkich było jasnym, że bitwa o Jerozolimę nie zostanie rozstrzygnięta na Starym Mieście, ale na wąskim pasie asfaltu, który łączy Jerozolimę z Tel Awiwem. Ta droga decydowała o życiu miasta i bez niej nie było szans na przetrwanie”.
Główne drogi prowadzące do Jerozolimy prowadziły po okolicznych starożytnych wzgórzach: w kierunku wschodnim do Jerycha i Morza Martwego, w kierunku południowym do Betlejem i Hebronu, w kierunku północnym do Ramallah, a w kierunku zachodnim do nadmorskiej równiny z portami nad Morzem Śródziemnym. Była to główna i najważniejsza droga zaopatrzenia dla miasta. Prowadziła ona z miasta Tel Awiw poprzez Ramlę, Latrun, Sza’ar ha-Gaj, Saris, Kirjat Anawim, Bejt Surik, Al-Kastal i Moca do Zachodniej Jerozolimy. Arabowie ze swojej strony dobrze rozumieli, że przecięcie żydowskich szlaków komunikacyjnych może okazać się kluczową kwestią w całej wojnie. Większość z dróg prowadzących do miasta przebiegało przez tereny pozostające pod arabską kontrolą, na których było niewiele żydowskich osiedli. Z tego powodu zablokowanie komunikacji nie sprawiało Arabom wiele trudności, ponieważ wystarczyło uniemożliwić przejazd żydowskich samochodów przez wsie arabskie. Dodatkowym czynnikiem sprzyjającym Arabom była ich liczebna przewaga, która była szczególnie mocno widoczna w pierwszym okresie starć. Bardzo szybko okazało się, że Arabowie wygrywają tę wojnę o drogi, a Żydom nie pomagają nawet specjalnie organizowane konwoje do Jerozolimy. W rezultacie odcięta została żydowska Zachodnia Jerozolima, położony na południu blok osiedli Gusz Ecjon, oraz na północy moszawy Atarot i Newe Ja’akow. Na początku 1948 żydowska organizacja paramilitarna Hagana wyznaczyła do obrony osiedli Atarot i Newe Ja’akow grupę 150 żołnierzy z Brygady „Ecjoni”.
Po serii brutalnych ataków na żydowskie samochody na drodze na północ od Jerozolimy, dowództwo Hagany podjęło decyzję o przeprowadzeniu operacji odwetowej. W dniu 2 marca 1948 roku wydano rozkaz przeprowadzenia operacji Szemu’el (nazwę zaczerpnięto od proroka Samuela). Operacja miała się składać z serii ataków na arabskie autobusy poruszające się na drodze z Ramallah do Latrun, i pokazać, że tak jak Arabowie, również i Żydzi potrafią blokować główne arterie komunikacyjne. Chciano także pokazać, że władza żydowska posiada długie ramię, które może sięgać daleko w głąb arabskiego terytorium. Początkowo planowano, że operację przeprowadzi uderzeniowa brygada Palmach – Brygada Harel. Jednak dowodzący nią Icchak Rabin odmówił przyjęcia rozkazów, gdyż działania te nazwał nielogicznymi i niepraktycznymi. Szef Sztabu Głównego Hagany Jigael Jadin zwrócił się wtedy do Dawida Sze’alti’ela (dowódca obrony Dzielnicy Żydowskiej na Starym Mieście Jerozolimy z zapytaniem, kto mógłby wykonać to zadanie? Sze’alti’el wskazał na dowódcę 6 Batalionu Palmach, Cewiego Zamira. Zamir powtórzył jednak słowa Icchaka Rabina, i odmówił wykonania rozkazów. Argumentował przy tym, że w tym samym miejscu 21 grudnia 1947 roku żołnierze Brygady Etzioni zaatakowali arabski autobus - „Nie można uderzać w tym samym miejscu dwa razy. Od 21 grudnia Arabowie wzmocnili swoją obecność w tym obszarze. Za pierwszym razem działano z zaskoczenia, atakować drugi raz to samobójstwo.” Z tego powodu Sze’alti’el wziął jedną z jednostek obrony Jerozolimy i objął nad nią bezpośrednie dowództwo. Była to kompania C batalionu dowodzonego przez Noama Grossmana. Był on najmłodszym dowódcą w brygadzie (miał 21. lat), i po szeregu niepowodzeń chciał udowodnić swoje zdolności przywódcze.

## Przebieg operacji
W dniu 3 marca 1948 roku żydowskie komando przybyło do moszawu Atarot, skąd przeprowadzili rozpoznanie przedpola. Natychmiast potem wysłano posłańca do Dawida Sze’alti’ela, informując go, że do okolicznych wiosek przybyły posiłki arabskie i nie ma możliwości bezpiecznego poruszania się za światła dziennego. Sze’alti’el usiłował skontaktować się drogą radiową z Grossmanem, aby opóźnić rozpoczęcie operacji, radiostacja jednak zepsuła się i wiadomość nie dotarła do moszawu Atarot.
Operacja rozpoczęła się o godz. 2:00 w nocy 4 marca 1948 roku. Noam Grossman na czele 19 żołnierzy wyruszył z Atarot (nie posiadali radia). Aby obejść arabskie pozycje, początkowo szli 3 km na północ, a następnie 3 km na zachód, aż osiągnęli drogę prowadzącą do Ramallah w pobliżu skrzyżowania Latrun al-Dżib (ok. 7 km na południowy zachód od Ramallah). Na miejsce dotarli około godz. 5:00 rano i zaczaili się w zasadzce przy drodze. O godz. 6:40 nadjechał arabski autobus, i żydowscy żołnierze otworzyli do niego ogień. Kierowca został postrzelony, jednak nie zatrzymał autobusu i pojechał dalej (nie wiadomo czy ktoś z pasażerów był ranny). Odgłos wystrzałów zaalarmował siły arabskie rozlokowane w okolicznych wioskach. Arabowie bardzo szybko zajęli stanowiska na okolicznych grzbietach wzgórz, przejmując kontrolę nad całą sytuację. Żydowskie komando znalazło się w pułapce. Było już jasno, a oni znajdowali się w otoczeniu. Od strony Ramallah dotarło kilka samochodów z arabskimi posiłkami, którzy dołączyli do pościgu za napastnikami. Noam Grossman rozkazał swoim ludziom, by szybko się wycofali do moszawu Atarot, okazało się to jednak niemożliwe do wykonania. Weszli oni do szerokiej doliny, w której zostali ze wszystkich stron otoczeni przez Arabów. Jedynie trzem żydowskim żołnierzom udało się wspiąć na grzbiet graniczny i ścieżkami przedostać się do Atarot. Pozostali znaleźli się po ciężkim ogniem Arabów. W górskiej dolinie zginęło 10 Żydów, a pozostałych 6 wzięto do niewoli i poprowadzono do Ramallah. Gdy dotarli do miasta, nakazano im położyć się na ziemi. Wówczas jeden z żydowskich żołnierzy wyciągnął z ukrycia granat ręczny i rzucił go w skupisko Arabów, zabijając 6 osób. Rozwścieczeni Arabowie natychmiast zabili więźniów żydowskich. Ich ciała zostały sprofanowane.
W południe do Ramallah dotarł patrol brytyjskiej armii. Brytyjczycy znaleźli 16 ciał zabitych Żydów, i zabrali je z sobą do Jerozolimy. Zostali oni pochowani trzy dni później.

## Reakcje i następstwa
Za niepowodzenie operacji obwiniono Dawida Sze’alti’ela, który tłumaczył się, że te i podobne działania są jedynym sposobem, aby zatrzymać oblężenie Starego Miasta w Jerozolimie i umożliwić dostarczenie zaopatrzenia do miasta. Dodał, że poniesiony straty nie powinny zniechęcać obrońców. „Musimy być gotowi jeszcze w większym stopniu. Wojna dopiero się zaczęła.” Dowódcy nie przyjęli tych tłumaczeń, obarczając Sze’alti’ela pełną odpowiedzialnością za niepowodzenie operacji Szemu’el. W silny sposób wpłynęło to na pogorszenie się stosunków między Sze’alti’elem a jego podwładnymi dowódcami i żołnierzami przy obronie Jerozolimy.
Dowództwo Hagany wyciągnęło także kilka innych wniosków dla siebie. Dostrzeżono kłopoty z komunikacją radiową - uzyskane informacje o obecności zwiększonych sił arabskich powinny posłużyć do podjęcia decyzji o rozpoczęciu innych działań. Do przeprowadzenia tej operacji należało użyć większych sił. Nie potrafiono wytłumaczyć, dlaczego komando wyruszyło bez radia. Nie zaplanowano także drogi odwrotu, a posterunki w obszarze działań nie miały żadnych wytycznych w tej sprawie. Wszystko to przyczyniło się do niepowodzenia całej operacji.